# Selzthal
Selzthal är en ort och kommun i  distriktet Liezen i förbundslandet Steiermark i Österrike. 
Kommunen består av tre orter (Ortschaften) (inom parentes invånarantal 1 januari 2024):
- Neulassing (497)
- Selzthal (926)
- Versbichl (75)